# Neue Brüderschaft

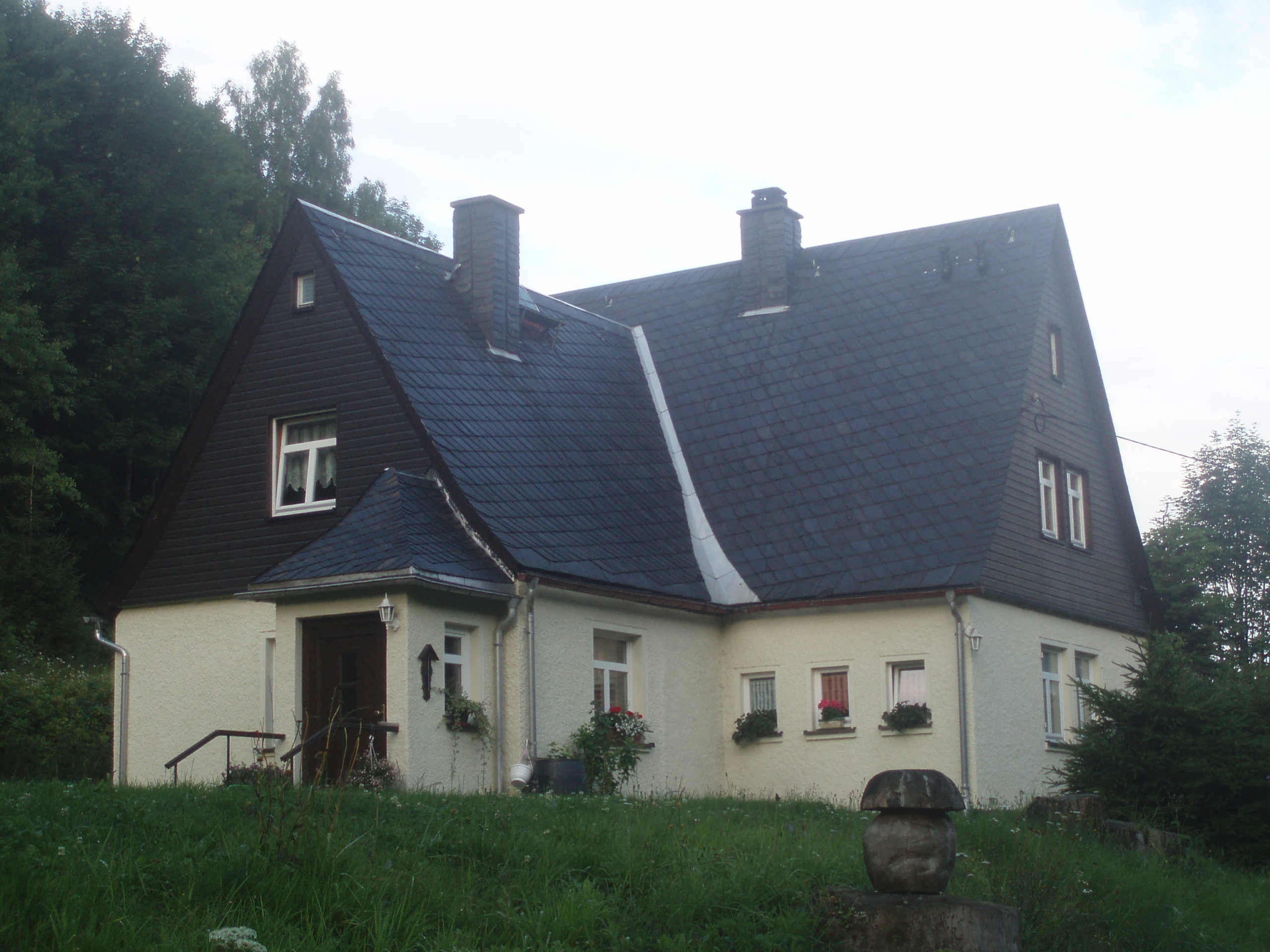
Huthaus der Neuen-Brüderschaft-Fundgrube

Neue Brüderschaft ist eine ehemalige bergbauliche Anlage in Johanngeorgenstadt, Erzgebirgskreis, Sachsen. Es ist nicht zu verwechseln mit dem Brüderschaft Stolln am Fastenberg.
Das Huthaus der Fundgrube befindet sich am Ausgang des Lehmergrundes in Unterjugel bei Johanngeorgenstadt. Der zugehörige bei 725 m NN angeschlagene Stolln wurde im Quartal Trinitatis 1679 erstmals gemutet. Das beim Vortrieb angetroffene Schwefelkieslager gab Anlass zum Bau einer Schwefel- und Vitriolhütte. Nach dem Abbau des Lagers und aufgrund des herrschenden Holzmangels musste die Hütte wieder geschlossen werden. Beim weiteren Vortrieb des Stollns wurde ein silberführender Gang erschlossen. Vom Quartal Crucis 1714 bis Luciae 1726 konnten mit zeitlichen Unterbrechungen ca. 18 Mark Feinsilber (4,208 kg) gewonnen werden. Die Gewinnung war äußerst gering, so dass sich die Außenstände der Grube bis zum Quartal Luciae 1721 auf 14.397 Gulden (259.146 RM 1938). summierten.
Der Stolln Neue Brüderschaft wurde ca. 400 m vorgetrieben und steht über ein Gesenk mit dem Dresdner Stolln, der als Wasserlösungsstolln genutzt wurde, in Verbindung.
1831 wurde der Dresdner Tiefe Stolln zur Erleichterung der Förderung zur Grube gemutet. Von hier aus sollten die Gänge der Hanauer Lust untersucht werden.
Die Schwefelkiesgewinnung wurde 1830 eingestellt. Seitdem wird das frühere Huthaus als Wohngebäude genutzt.

## Risse
- William Tröger: Berggebäude Gottes Segen, Georg, Kinder Israel, Dresdner, Schaller, Hanauer Lust, Neue Brüderschaft, Weiße Taube, Neu Freiberger Glück und Gegenglück Stolln bei Johanngeorgenstadt (Grund- und Seigerriss). 1832.